# Karl Schöppler

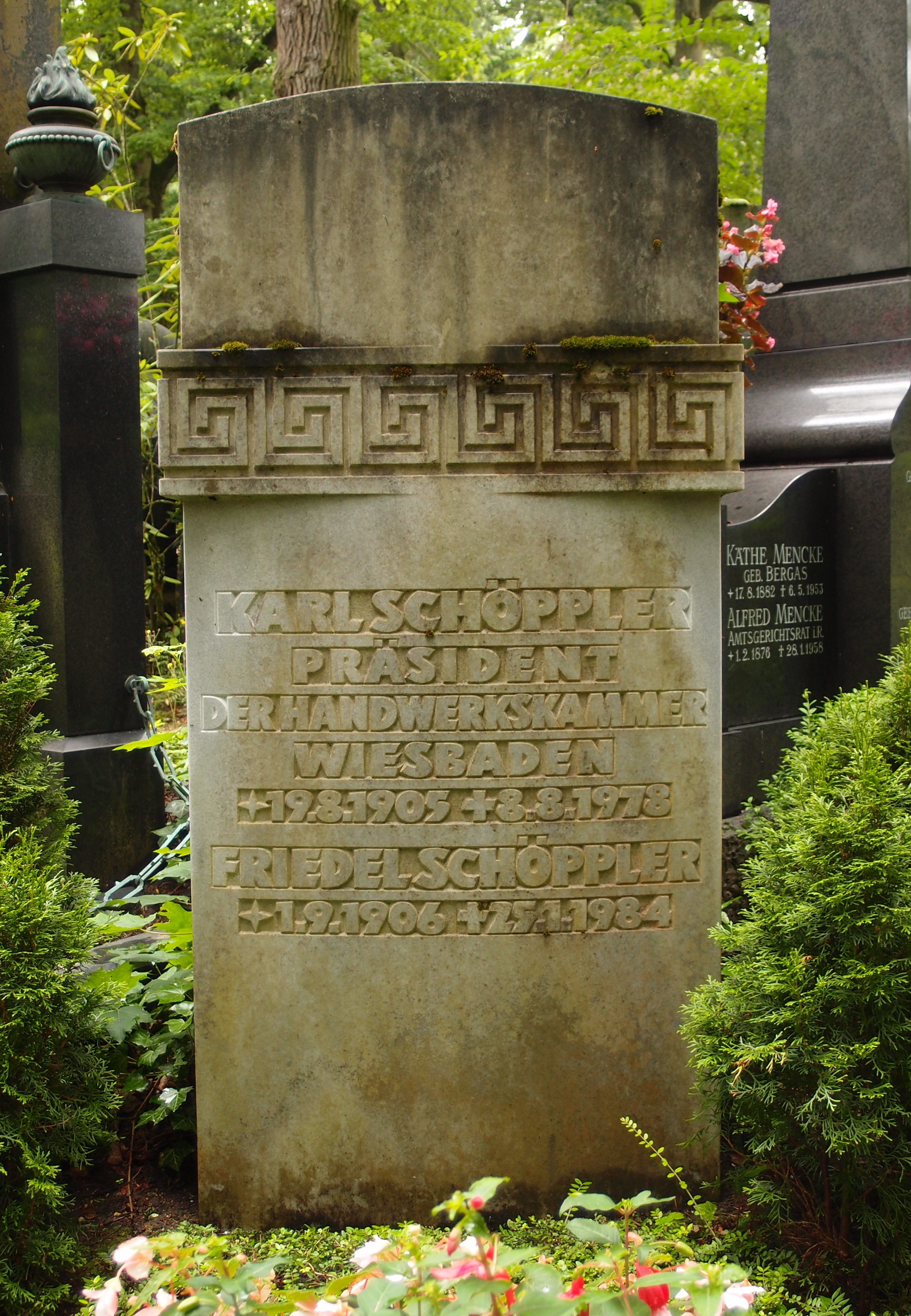
Grab von Karl Schöppler auf dem Nordfriedhof in Wiesbaden

Karl Schöppler (* 19. August 1905 in Biebrich am Rhein; † 8. August 1978) war ein deutscher Malermeister.

## Werdegang
Schöppler war Mitinhaber der Firma Schöppler & Giegerich GmbH in Wiesbaden. Er war Präsident der Handwerkskammer Wiesbaden, des Hessischen Handwerkstages sowie der Arbeitsgemeinschaft der hessischen Handwerkskammern. Zudem gehörte er Handwerksrat des Zentralverbandes des Deutschen Handwerks (ZDH) an.
Ferner war er Mitglied des Verwaltungsrats der Kreditanstalt für Wiederaufbau und Mitglied der Aufsichtsräte der Wiesbadener Bank und der Industriekreditbank.   

## Ehrungen
- 1952: Verdienstkreuz (Steckkreuz) der Bundesrepublik Deutschland
- 1968: Großes Verdienstkreuz der Bundesrepublik Deutschland
- 1974: Wilhelm-Leuschner-Medaille
- 1976: Großes Verdienstkreuz mit Stern der Bundesrepublik Deutschland